# Кемпно (гміна)
Гміна Кемпно (пол. Gmina Kępno) — місько-сільська гміна у північно-західній Польщі. Належить до Кемпінського повіту Великопольського воєводства.
Станом на 31 грудня 2011 у гміні проживало 24790 осіб.

## Територія
Згідно з даними за 2007 рік площа гміни становила 124.03 км², у тому числі:
- орні землі: 75.00%
- ліси: 14.00%

Таким чином, площа гміни становить 20.39% площі повіту.

## Населення
Станом на 31 грудня 2011:
| Опис     | Загалом | Загалом | Чоловіки | Чоловіки | Жінки | Жінки |
| -------- | ------- | ------- | -------- | -------- | ----- | ----- |
| одиниця  | осіб    | %       | осіб     | %        | осіб  | %     |
| все      | 24790   | 100     | 12086    | 48.75    | 12704 | 51.25 |
| міське   | 14716   | 100     | 7024     | 47.73    | 7692  | 52.27 |
| сільське | 10074   | 100     | 5062     | 50.25    | 5012  | 49.75 |

## Сусідні гміни
Гміна Кемпно межує з такими гмінами: Баранув, Бралін, Верушув, Дорухув, Кобиля Ґура, Остшешув.